# 이혜훈
이혜훈(李惠薰, 1964년 6월 15일~)은 대한민국의 정치인으로, 제17·18·20대 국회의원이다.

## 생애
1964년 6월 15일 부산직할시(현 부산광역시) 부산진구 부전동에서 출생하였으며. 군인이었던 아버지의 본가인 충청북도 제천시에서 유년기를 보냈다. 본관은 전주로 지금도 고향인 제천에는 일가친척이 세를 이루어 살고 있다. 서울대학교에서 경제학으로 학사 학위를 취득하였다. 미국 UCLA대학교에서 경제학 박사 학위를 받았다. 미국 <랜드 연구소> 연구위원, 영국 레스터 대학교 경제학 교수를 거쳐 유엔 정책자문위원, 경제협력개발기구(OECD) 한국 대표 등을 역임하였다. 대통령비서실, 국무총리실, 재정경제부 등 여러 부처의 각종 위원회 자문위원으로도 참여하였다. 재정과 사회 보험이라는 주제로 재정경제부, 기획예산처, 여성특별위원회 등의 용역 과제를 연구했다.
2002년 한나라당 울산광역시 중구 조직책에 신청하면서 정계에 입문하였다. 2004년 서울특별시 서초구를 지역구로 삼아 의회에 진출하였다. 제17대 국회의원 선거에서 당선된 이래 제18대 국회의원, 제20대 국회의원으로 일했다. 제19대 국회의원 선거에서는 공천을 받지 못하였다. 정계에 진출한 이래 한나라당 원내부대표, 여의도연구소 부소장, 한나라당 사무총장(직무대행), 제19대 국회의원 선거 새누리당 중앙선거대책위원회 종합상황실장, 유관순열사기념사업회 회장 등으로 활동하였다.
한때 친박계로 분류되었으나, 박근혜-최순실 게이트 이후 유승민 의원 등과 같이 새누리당을 탈당해 바른정당을 창당하였다. 바른정당이 자유한국당과의 통합을 두고 통합파와 자강파로 분열되었을 때, 이 의원은 대표적인 자강파 의원 중 1명으로 꼽혔다. 2017년 6월 바른정당 전당대회에서 당 대표로 선출되었다.
2018년 12월 27일, 자유한국당으로 복당한 이학재 의원이 정보위원회 위원장직을 반납하였고, 이에 따라 열린 보궐선거에서 재석 251표 중 191표를 득표해 정보위원장에 당선되었다. 여성 정보위원장은 헌정 사상 처음이다.
바른미래당을 거쳐 미래통합당으로 통합된 후 2020년 21대 총선을 앞두고 공천관리위원회의 중진의원 혐지출마 요청에 따라 기존 지역구인 서초구 갑 대신 동대문구 을로 출마하였다.

## 학력
- 산호국민학교 졸업
- 마산여자중학교 졸업
- 마산제일여자고등학교 졸업
- 서울대학교 사회과학대학 경제학 학사
- 서울대학교 대학원 경제학 석사
- UCLA 대학원 경제학 박사

## 경력
- 1993년 9월~1994년 8월: 미국 랜드연구소 연구위원
- 1996년~2002년: 한국개발연구원(KDI) 연구위원
- 2004년 4월 15일: 대한민국 제17대 국회의원 선거 당선(서울 서초구 갑, 한나라당, 초선)
- 2004년 5월~2012년 2월: 한나라당 서울특별시당 서초구 갑 당원협의회 위원장
- 2004년 5월 30일~2008년 5월 29일: 제17대 국회의원(서울 서초구 갑, 한나라당, 초선)
- 2004년 5월~2005년 1월: 한나라당 원내부대표
- 2004년 10월~2012년: 국제의원연맹(IPU) 이사
- 2005년 1월~2005년 11월: 한나라당 제4정책(산업자원 건설교통 농림제약수산 과기정통)조정위원장
- 2005년 11월~2006년 1월: 한나라당 제3정책(재경 정무 예결)조정위원장
- 2006년 8월~2007년 1월: 여의도연구소 부소장
- 2007년 6월~2007년 8월: 제17대 대통령 선거 박근혜 한나라당 대통령 경선후보 대변인
- 2007년: 제17대 대통령 선거 이명박 한나라당 대통령 후보 특보
- 2008년 4월 9일: 대한민국 제18대 국회의원 선거 당선(서울 서초구 갑, 한나라당, 재선)
- 2008년 5월 30일~2012년 5월 29일: 제18대 국회의원(서울 서초구 갑, 한나라당→새누리당, 재선)
- 2011년: 한나라당 사무총장 직무대행
- 2011년: 한나라당 사무부총장
- 2012년 2월~2012년 5월 새누리당 서울특별시당 서초구 갑 당원협의회 위원장
- 2012년: 제19대 국회의원 선거 새누리당 중앙선거대책위원회 종합상황실장
- 2012년 5월~2014년 5월: 새누리당 최고위원
- 2012년: 제18대 대통령 선거 박근혜 새누리당 대통령 후보 중앙선거대책위원회 공동부위원장
- 2014년: 제6회 전국동시지방선거 새누리당 서울특별시장 경선 후보
- 2014년 9월~: 연세대학교 경제대학원 특임교수
- 2015년 2월~2017년 11월: (사)유관순열사기념사업회 회장
- 2016년 4월 13일: 대한민국 제20대 국회의원 선거 당선(서울 서초구 갑, 새누리당, 3선)
- 2016년 5월 30일~2020년 5월 29일: 제20대 국회의원(서울 서초구 갑, 새누리당→무소속→바른정당→바른미래당→무소속→새로운보수당→미래통합당, 3선)
- 2016년 5월~2016년 12월: 새누리당 서울특별시당 서초구 갑 당원협의회 위원장
- 2016년 6월~2018년 5월: 제20대 국회 전반기 기획재정위원회 위원
- 2016년 9월~: 아시아정당국제회의(ICAPP) 의원연맹 회장
- 2017년 1월~2017년 3월: 바른정당 최고위원
- 2017년 1월~2017년 2월: 바른정당 서울특별시당 위원장
- 2017년 6월~2017년 9월: 바른정당 당대표
- 2017년 6월~2017년 9월: 바른정책연구원 이사장
- 2018년 7월~2019년 3월: 제20대 국회 4차 산업혁명 특별위원회 위원장
- 2018년 7월~2019년 5월: 제20대 국회 후반기 예산결산특별위원회 간사
- 2018년 7월~2020년 5월: 제20대 국회 후반기 국토교통위원회 간사
- 바른미래당 서울특별시당 위원장 직무대행
- 2018년 12월~2020년 5월: 제20대 국회 후반기 정보위원회 위원장
- 바른미래당 서울특별시당 위원장
- 2020년 5월~2020년 9월: 미래통합당 서울특별시당 동대문구 을 당원협의회 위원장
- 2020년 9월~2022년 4월: 국민의힘 서울특별시당 동대문구 을 당원협의회 위원장
- 2021년 3월~2021년 4월: 국민의힘 2021년 재보궐선거 서울특별시장 보궐선거 선거대책위원회 정책특별본부 일자리본부장
- 2021년 7월~2023년 9월: 국민의힘 서울특별시당 자문위원장
- 2021년 9월~2021년 11월: 국민의힘 윤석열 제20대 대통령 선거 예비후보 국가미래전략특별위원회 위원장
- 한국여성의정 공동대표
- 2021년 12월~2022년 1월: 국민의힘 살리는 선거대책위원회 총괄특보단 기획특보단장
- 2021년 12월~2022년 3월: 국민의힘 서울을 살리는 선거대책위원회 선거대책위원단 공동선거대책위원장
- 2022년 1월~2022년 3월: 국민의힘 제20대 대통령 선거 윤석열 대통령 후보 직속 총괄특보단 기획특보단장
- 2022년 3월~2022년 4월: 제8회 전국동시지방선거 충청북도지사 국민의힘 예비후보
- 2023년 3월~2025년 4월: 대한민국헌정회 부회장(여성)
- 2023년 4월~2025년 4월: 대한민국헌정회 당연직이사
- 2023년 5월~: 한국여성의정 상임대표
- 2024년 5월~: 국민의힘 서울특별시당 중구·성동구 을 당원협의회 위원장
- 2025년 3월~: 우원식 국회의장 직속 국민 미래 개헌 자문위원회 공동위원장
- 2025년 4월~2025년 5월 제21대 대통령 선거 국민의힘 김문수 경선후보 문수 대통 김문수 승리캠프 정책본부장

## 수상
- 2019 인터넷신문인의 밤 제20대 국회 의정대상
- 2018 국정감사 NGO모니터단 국리민복상
- 2017 대한민국 유권자 대상
- 2017 글로벌경제문화발전대상 정치발전 부문
- 2017 창조혁신 한국인 대상 의정활동혁신 부문
- 2016 제10회 대한민국 환경문화대상 올바른 정치문화대상
- 2016 국정감사 NGO모니터단 국정감사 우수의원
- 2016 금융소비자원 금융소비자 보호 국회의원 대상
- 2015 제13회 지역신문의 날 국회의원 부문 의정대상
- 2015 범시민사회단체연합 좋은 정치인
- 2014 범시민사회단체연합 좋은 정치인
- 2011 자랑스런 국회의원상
- 2011 대한민국 헌정상
- 2009 21세기 한국인상 정치부문
- 2007 제5회 의정대상 국회의원부문

## 가족
남편은 연세대학교 경제학과 김영세(金泳世) 교수이고, 그와의 사이에서 아들만 셋을 낳았다. 정치인 김태호의 며느리이다.

## 방송 출연
- tbs 《김어준의 뉴스공장》: '이혜훈의 나라 걱정' 코너 고정 출연
- 《김어준의 papa is》2016년 12월 30일 게스트[6]

## 논란

### 연극 환생경제 출연
이혜훈은 2004년 8월, 당시 한나라당 의원 24명으로 구성된 극단 여의도가 벌인 창단 공연, <환생경제>에 출연하였다. 이 공연은 늘 술에 취해 있는 아버지 '노가리'가, 아들 '경제'가 후천성 영양결핍으로 죽었는데도 정신을 차리지 못하고 집터를 옮기자고 몽니를 부린다는 것이 줄거리였다. 당시 노무현 대통령을 풍자한 것으로 보이는 이 연극에서 '경제'의 어머니인 '근애'역을 맡았다.

## 역대 선거 결과
|  | 56.41% |

|  | 75.01% |

|  | 57.02% |

|  | 43.81% |

|  | 48.53% |

## 소속 정당
| 소속 정당 | 소속 정당    | 소속 기간 | 비고      |
| --------- | ------------ | --------- | --------- |
|           | 한나라당     | 2004~2012 | 정계 입문 |
|           | 새누리당     | 2012~2016 | 당명 변경 |
|           | 무소속       | 2016~2017 | 탈당      |
|           | 바른정당     | 2017~2018 | 창당      |
|           | 바른미래당   | 2018~2020 | 합당      |
|           | 무소속       | 2020      | 탈당      |
|           | 새로운보수당 | 2020      | 창당      |
|           | 미래통합당   | 2020      | 합당      |
|           | 국민의힘     | 2020~현재 | 당명 변경 |

## 가족 관계
- 배우자: 김영세
  - 장남: 김성환
    - 첫째 며느리: 김현열

  - 차남, 삼남
- 시아버지: 김태호(1935년~2002년, 관료, 정치인, 제12·13·15·16대 국회의원)

## 같이 보기
- 서초구 갑
- 서울 서초구의 국회의원